# Laborcmező
Laborcmező (1899-ig Izbugya-Hosszúmező, szlovákul: Zbudské Dlhé) község Szlovákiában, az Eperjesi kerület Homonnai járásában.

## Fekvése
Homonnától 18 km-re északra, a Laborc bal partján fekszik.

## Története
1269-ben említik először.
A 18. század végén Vályi András így ír róla: „HOSSZÚ MEZŐ. Izbugya Hosszú mező. Tót falu Zemplén Várm. földes Ura G. Desőfy Uraság, lakosai katolikusok, fekszik Koskócz, és Izbagya Hrabóczhoz 1/2 órányira, határja két nyomásbéli, gabonát, zabot jól, középszerűen pedig, buzát, árpát, és tatárkát terem, erdője van, piatza Homonnán.”
Fényes Elek 1851-ben kiadott geográfiai szótárában így ír a faluról: „Izbugya-Hosszumező, tót falu, Zemplén vmegyében, Papina fil. 250 római, 32 g. kath., 10 zsidó lak., 261 h. szántófölddel. F. u. Szirmay, Kazinczy. Ut. p. Homonna (fiók).”
Lakói mezőgazdasággal, állattartással, favágással, szénégetéssel foglalkoztak.
Borovszky Samu monográfiasorozatának Zemplén vármegyét tárgyaló része szerint: „Laborczmező, előbb Izbugyahosszúmező, tót kisközség a Laborcz-völgyében. 48 házból áll és 283 róm. kath. vallású lakosa van. Postája, távírója és vasúti állomása Koskócz. A Zbugyaiak ősi birtoka, kiket egész a XVI. század elejéig ural. 1550-ben Drugeth Imrét, Gáspárt és Ferenczet iktatják birtokába. Az 1598-iki összeírás alkalmával Bogáthy Mihály, Nyárády Albert, Wiczmándy Zsigmond és Palocsay György az urai, 1774-ben pedig Dessewffy Tamás és Kazinczy András. A mult században gróf Dessewffy Gyula birtoka volt, most pedig gróf Dessewffy Dénesé és Béláé. 1890-ben – hat ház kivételével – az egész község leégett. Róm. kath. temploma 1800-ban épült.”
1920 előtt Zemplén vármegye Homonnai járásához tartozott.

## Népessége
| Év:            | 1994. | 2004.    | 2014.    | 2024.    |
| -------------- | ----- | -------- | -------- | -------- |
| Emberek száma: | 467   | 587      | 707      | 828      |
| Eltérés:       |       | +25,69 % | +20,44 % | +17,11 % |

| Év:            | 2023. | 2024.   |
| -------------- | ----- | ------- |
| Emberek száma: | 796   | 828     |
| Eltérés:       |       | +4,02 % |

1910-ben 244, túlnyomórészt szlovák lakosa volt.
2001-ben 555 lakosából 499 szlovák és 45 cigány volt.
2011-ben 661 lakosából 389 cigány és 265 szlovák.
2021-ben 769 lakosából 537 cigány, 196 szlovák, 4 ruszin, 1 ukrán, 31 ismeretlen nemzetiségű.

## Neves személyek
- Itt született 1950-ben Bernard Bober kassai érsek-metropolita.

## Nevezetességei
- Szent István király tiszteletére szentelt, római katolikus temploma.